# SSH-Agent
SSH-Agent permite recordar mientras dure la sesión, cada una de las claves privadas del usuario, de modo que él se encargue de realizar la autenticación.
En cualquier ambiente informático, donde se requiera trabajar con múltiples servidores, es necesario contar con una comunicación segura como SSH. Para conectarse a un servidor remoto, basta con teclear el comando seguido del usuario y host destino, y de la contraseña del usuario remoto en cuestión. Este proceso de login en máquinas remotas puede ser molesto en los casos en que sea necesario realizar conexiones cada poco período de tiempo, debido a que hay que ingresar la contraseña cada vez.
De igual manera, cuando se desean utilizar discos remotos, puede ser beneficioso (sobre todo para los usuarios) que dichos discos sean montados automáticamente al momento de login, y que puedan ser utilizados transparentemente por los usuarios.  Con este fin fue creado el ssh-agent.